# Abutilon nigricans
Abutilon nigricans är en malvaväxtart som beskrevs av G.L.Esteves och Krapov.. Abutilon nigricans ingår i släktet klockmalvor, och familjen malvaväxter. Inga underarter finns listade i Catalogue of Life.